# 維拉帕塔山
14°15′07″S 70°49′45″W / 14.25194°S 70.82917°W
維拉帕塔山（Vilapata），是秘魯的山峰，位於該國東南部普諾大區，由梅爾加省的努尼奧瓦區負責管轄，屬於韋爾卡努塔山脈的一部分，海拔高度約4,800米。